# Маня Моллаєва
Маня Моллаєва (азерб. Manə Mollayeva; нар. 19 березня 1998, Загатала, Азербайджан) — азербайджанська футболістка, захисниця збірної Азербайджану.

## Життєпис
Вихованка азербайджанського футболу, на батьківщині виступала за клуби «Загатала» й «Габала».
З 2017 року грала в чемпіонаті Росії за клуб «Кубаночка» (Краснодар). Дебютний матч у вищій лізі зіграла 8 серпня 2017 року проти клубу «Рязань-ВДВ». Всього за перші два сезони провела 19 матчів у вищій лізі. У 2018 році стала найгрубішою гравчинею вищої ліги з 4 жовтими і 1 червоною карткою за 14 турів. Також виступала за молодіжний склад «Кубаночка» в першій лізі і в 2018 році визнана найкращою гравчинею команди. Першу половину сезону 2019 року пропустила через травму. У другій половині 2019 року виступала за «Рязань-ВДВ».
Виступала за юнацьку і молодіжну збірну Азербайджану. У національній збірній дебютувала в офіційних матчах восени 2019 року в відбірковому турнірі чемпіонату Європи 2021.